# Międzynarodowy Dzień Solidarności z Uwięzionymi i Zaginionymi Pracownikami ONZ
Międzynarodowy Dzień Solidarności z Uwięzionymi i Zaginionymi Pracownikami ONZ (ang. International Day of Solidarity with Detained and Missing Staff Members) – święto obchodzone corocznie 25 marca, ustanowione przez Zgromadzenie Ogólne ONZ.
Dzień 25 marca upamiętnia zaginięcie w 1985 roku w Bejrucie byłego dziennikarza i współpracownika ONZ Aleca Coletta, który pracował dla Agencji Narodów Zjednoczonych dla Pomocy Uchodźcom Palestyńskim na Bliskim Wschodzie. Jego ciało znaleziono w Dolinie Bekaa w Libanie w 2009 roku.
W 2008 roku liczba aresztowanych, zatrzymanych i uprowadzonych pracowników Organizacji Narodów Zjednoczonych sięgała 40 osób.
Obchody są okazją do uświadomienia światu z jak ogromnymi zagrożeniami i niebezpieczeństwami zmaga się personel i siły pokojowe ONZ, a także współpracownicy z organizacji pozarządowych i dziennikarze wykonujący swoje obowiązki służbowe.